# أسميتها فريحة
أسمَيتُها فريحة (بالتركية: Adını Feriha Koydum) مسلسل تلفزيوني درامي تركية تم انتاجه من طرف ميد يابيم (Med Yapım). وقد بث المسلسل علي قناة شو تي في (Show TV) وكتبت من قبل الثنائي ميليلس سيفليك وسيرما يانيك. وتدور قصة المسلسل حول فتاة شابة وجميلة اسمها «فريحة يلماز» وهي ابنة بواب لإحدى العمارات. تذهب إلى جامعة حيث يدرس أيضاً شاب وسيم اسمه «أمير صراف أوغلو»، الذي لا يقع في الحب عادة لكثرة تعلق الفتيات به، حتى وقع في حب فريحة للوهلة الأولى.
ويتكون المسلسل من ثلاتة أجزاء آخرها مسلسل يدعى مشوار أمير وغابت فيه نجمته هازال أو فريحة التي اعتذرت عن المشاركة، بعد أن بدأت بالعمل في تصوير مسلسل جديد. وقد دبلج المسلسل إلى اللغة العربية باللهجة السورية من بطولة جغطاي أولصوي وهازل كايا.

## قصة المسلسل

### ملخص
فريحة تلك الفتاة الفقيرة الطموحة التي يعمل والدها كحارس في إحدى العمارات الراقية ووالدتها في خدمة اثرياء تلك العمارة، سمتها والدتها فريحة ظنا منها أن هذا الاسم سيجلب لها الفرح والسعادة طول حياتها.
عندما تدخل فريحة الجامعة تصطدم بمجتمع مختلف عنها وحياة مترفة بعيدة عما تعيشه. وهناك تلتقي بـ (أمير صراف اوغلو) وهو شاب ثري ووسيم فيعجب بها، وتضطر للكذب على من حولها بأنها من عائلة غنية.

### أحداث مهمة
- مكائد هاندا لفريحة.
- خطبة فريحة من خليل بسبب هاندا التي تحقد على فريحة.
- اكتشاف أمير فقر فريحة وأكاذيبها وغضبه وانتقامه.
- اختطاف خليل لفريحة بعد هروبه من المشفى وأمير يسامحها ويذهب لمساعدتها والبحث عنها ويتصل خليل بامير ليخبره ان ياتي وحده ولا يخبر أي شخص والا سيقتل نفسه ويقتل فريحة معه إلى المنزل الذي كان سيعيش فيه خليل وفريحة بعد ان يتزوجا حيث توجد فريحة ويقوم خليل بتعذيب أمير ويستطيع أمير ان يهرب مع فريحة ولكن خليل يطلق النار على أمير، شكوك محمد توأم فريحة (لماذا يتصل ذلك المجنون بأمير ولا يتصل بهم وهم أهلها؟).
- هروب أمير وفريحة وزواجهما بالسر.
- اكتشاف عائلة فريحة وأمير بأمر زواجهما بالمشفى بعد ان سممتهما جانسو.
- مرض والد فريحة.
- انفصال فريحة وأمير بسبب سوء فهم.
- وموت فريحة بعد ان كتبت كتبها وتزوجت بامير.

## الممثلون
- جغطاي أولصوي بدور أمير صراف أوغلو
- هازل كايا بدور فريحة يلماز
- Ceyda Ateş بدور هاندا
- Yusuf Akgün بدور كوراي
- Vahide Gordum بدور والدة فريحة
- Metin cekmez بدور والد فريحة
- Sedef Şahin بدور جانسو
- Pelin Ermis بدور كلثوم

## الشخصيات
- أمير صراف اوغلو: شاب وسيم من أسرة غنية يلقب بولي عهد الليالي يحب فريحة بجنون وبعد موتها يصبح وحيدا وبائساً (مشوار أمير).
- فريحة يلماز: فتاه فقيرة وابنة بواب دخلت إلى الجامعة بمنحة دراسية وهناك تواجهه الكثير من المتاعب.
- هاندا: فتاة من طبقة غني، صديقة أمير وكوراي تحب أمير لكنه لايحبها وتكره فريحة وتسبب لها المشاكل لكن بالنهاية بعد طلاق أمير وفريحة تحاول مساعدتهما ليعودا لبعضهما لأنها تقول ان أمير لن يكون سعيدا الا مع فريحة وهي تريد سعادته.
- كوراي: صديق أمير يحب هاندا لكنها لا تبادله الحب يعز فريحة لانها ساعدته كثيراً ويتزوج بالنهاية كلثوم ابنة عمه فريحة مجبراً.
- جانسو صديقة فريحة وهي غنية وتسكن بالعمارة التي يعمل والد بها فريحة كبواب وتحب أمير صراف اوغلو كثيرا مع انها لم تقابله وعندما تعلم بعلاقته مع فريحة تسبب المشاكل لفريحة، لكنها تعود صديقة مع فريحة في النهاية عندما تكتشف انه امير لن يحبها.
- سينام: زوجة والد جانسو والتي يظنها أمير والدة فريحة وقد خانت زوجها وخططت لأخد إرث جانسو.
- ايسون: والدة أمير وتكتشف فقر فريحة من خلال رسالة كتبتها فريحة لأمير وتحب ابنها أمير كثيراً وهي ووالد أمير مطلقان.
- اونال صراف اوغلو: والد أمير وقد خان والدة أمير مع انها تحبه، لايهتم بأمير كثيراً ودائماً توبخه ايسون.

## نظرة عامة
| الفصل | الفصل | عدد الحلقات | بداية الفصل   | نهاية الفصل   | الحلقات | فصل التلفاز | القناة   |
| ----- | ----- | ----------- | ------------- | ------------- | ------- | ----------- | -------- |
|       | 1     | 24          | 14 يناير 2011 | 24 يونيو 2011 | 1 - 24  | 2011        | شو تي في |
|       | 2     | 43          | 9 سبتمبر 2011 | 29 يونيو 2012 | 25 - 67 | 2011-2012   | شو تي في |

تبع هذا المسلسل فصل أخر منه بعنوان مشوار أمير
| الفصل | الفصل | عدد الحلقات | بداية الفصل   | نهاية الفصل    | الحلقات          | فصل التلفاز | القناة   |
| ----- | ----- | ----------- | ------------- | -------------- | ---------------- | ----------- | -------- |
|       | 1 (3) | 13          | 7 سبتمبر 2012 | 14 ديسمبر 2012 | 1 - 13 (68 - 80) | 2012        | شو تي في |

## الإذاعات الدولية
ثم بث المسلسل بالعديد من البلدان
| الدولة          | الاسم المحلي                   | الشبكة                | البث الأول     |
| --------------- | ------------------------------ | --------------------- | -------------- |
| العالم العربي   | أسميتها فريحة Asmeituha Fariha | قناة أبو ظبي          | 3 نوفمبر 2012  |
| بلغاريا         | Огледален свят Ogledalen svyat | حصريا على Voyo.bg bTV | 2 يوليوز 2012  |
| إيران           | فریحا Feriha                   | فارسي 1               | أغسطس 2014     |
| باكستان         | فریحہ Feriha                   | أوردو 1               | 27 أبريل 2013  |
| رومانيا         | Feriha                         | Kanal D               | 19 أكتوبر 2013 |
| كرواتيا         | Djevojka imena Feriha          | نوفا تيفي             | 15 يوليوز 2013 |
| البوسنة والهرسك | Djevojka imena Feriha          | OBN BN                | 7 أكتوبر 2013  |
| أفغانستان       | فريحه Feriha                   | قناة طلوع             |                |
| سلوفاكيا        | Feriha                         | TV Doma               | 18 أغسطس 2014  |
| إيران           | Feriha                         | Farsi 1               | 2014           |
| أوكرانيا        | Сила кохання Феріхи            | 1+1                   | 26 يناير 2015  |
| كازاخستان       | Феріхa - Feriha                | ASTANA TV             | 2015           |
| صربيا           | Zvala se Feriha                | Prva                  | 31 مايو 2015   |
| التشيك          | Vyměněné životy                | TV Barrandov          | 4 نوفمبر 2016  |

## روابط خارجية
- أسميتها فريحة على موقع IMDb (الإنجليزية)
- أسميتها فريحة على موقع كينوبويسك (الروسية)
- أسميتها فريحة على موقع قاعدة بيانات الفيلم (الإنجليزية)